# Howard Cassady
Howard Albert Cassady, detto Hopalong (Columbus, 2 marzo 1934 – Tampa, 20 settembre 2019), è stato un giocatore di football americano statunitense che ha giocato nel ruolo di halfback nella National Football League (NL). Al college ha giocato a football alla Ohio State University con cui nel 1955 ha vinto l'Heisman Trophy, il massimo riconoscimento individuale a livello universitario.

## Carriera professionistica
Cassady fu scelto come terzo assoluto nel Draft NFL 1956 dai Detroit Lions. Vi giocò per cinque stagioni fino al 1961 sia come halfback che come ricevitore, segnando complessivamente 22 touchdown e laureandosi campione NFL nel 1957, dove in finale segnò un touchdown dopo una ricezione da 17 yard. Nella stagione 1962 si divise tra Cleveland Browns e Philadelphia Eagles prima di fare ritorno ai Lions per l'ultima stagione della carriera nel 1963 in cui scese in campo in due sole gare.

## Palmarès

### Franchigia
- Campionati NFL : 1

Detroit Lions: 1957

### Individuale
- Heisman Trophy - 1955
- Maxwell Award - 1955
- Atleta maschile dell'anno dell'Associated Press - 1955
- Numero 40 ritirato dagli Ohio State Buckeyes
- College Football Hall of Fame

## Statistiche
| Touchdown | 27 |